# 富士見町 (東村山市)
富士見町（ふじみちょう）は、東京都東村山市の町名。現行行政地名は富士見町一丁目から富士見町五丁目。郵便番号は189-0024。

## 地理
市の南西部に位置する。東は、東村山市栄町、南は小平市栄町、小平市小川西町、西は東大和市、東大和市新堀、東大和市清水、東大和市清原、北は東村山市美住町、東村山市廻田町と接している。主に住宅地として利用されるが、文教施設も多い。

### 河川
- 空堀川
- 野火止用水

### 地価
住宅地の地価は、2017年（平成29年）1月1日の公示地価によれば、富士見町2丁目17番15の地点で16万9000円/m2となっている。

## 歴史
町設置以前の大字は野口（主に一・五丁目）および廻田(主に二～四丁目）。かつて陸軍少年通信兵学校が置かれ、跡地に教育施設が建設されている。

### 地名の由来
市南部の台地にあり、富士山が眺望できることから「富士見町」と名づけられた。

## 世帯数と人口
2017年（平成29年）11月30日現在の世帯数と人口は以下の通りである。
| 丁目           | 世帯数    | 人口     |
| -------------- | --------- | -------- |
| 富士見町一丁目 | 2,533世帯 | 6,108人  |
| 富士見町二丁目 | 1,738世帯 | 2,828人  |
| 富士見町三丁目 | 1,510世帯 | 3,468人  |
| 富士見町四丁目 | 521世帯   | 1,154人  |
| 富士見町五丁目 | 729世帯   | 1,414人  |
| 計             | 7,031世帯 | 14,972人 |

## 小・中学校の学区
市立小・中学校に通う場合、学区は以下の通りとなる。
| 丁目           | 番地                                                                                          | 小学校                 | 中学校                     |
| -------------- | --------------------------------------------------------------------------------------------- | ---------------------- | -------------------------- |
| 富士見町一丁目 | 1番地、2番地の3〜16 2番地の18、20〜21 2番地の23〜33、64〜69 3番地の1〜3、5 3番地の7、11 4番地 | 東村山市立富士見小学校 | 東村山市立東村山第一中学校 |
| 富士見町一丁目 | その他                                                                                        | 東村山市立南台小学校   | 東村山市立東村山第一中学校 |
| 富士見町二丁目 | 全域                                                                                          | 東村山市立南台小学校   | 東村山市立東村山第一中学校 |
| 富士見町三丁目 | 1番地、20番地 28〜29番地                                                                      | 東村山市立富士見小学校 | 東村山市立東村山第七中学校 |
| 富士見町三丁目 | その他                                                                                        | 東村山市立富士見小学校 | 東村山市立東村山第一中学校 |
| 富士見町四丁目 | 全域                                                                                          | 東村山市立富士見小学校 | 東村山市立東村山第七中学校 |
| 富士見町五丁目 | 全域                                                                                          | 東村山市立富士見小学校 | 東村山市立東村山第一中学校 |

## 交通

### 鉄道
| 隣接する街区の駅                                                                              |
| --------------------------------------------------------------------------------------------- |
| 拝島線 国分寺線 - 小川駅（SS 31）（SK 04） 西武多摩湖線 - 八坂駅（ST 05) - 武蔵大和駅（ST 06) |

### バス
- 路線バスで立川駅、東大和市駅、久米川駅と結ばれている。

### 道路
- 新青梅街道

## 施設
- 明治学院中学校・明治学院東村山高等学校（私立）
- 明法中学・高等学校（私立）
- 日本体育大学桜華中学校・高等学校（私立）
- 東京都立東村山西高等学校
- 東村山市立東村山第一中学校
- 東村山市立南台小学校
- 東村山市立富士見小学校
- 東村山中央公園：商工省・通商産業省機械試験場跡地
- 西武中央病院
- 経済産業省経済産業研修所
- 東村山市立富士見文化センター
- 回田信号所 ｰｰｰ 設備自体は近隣の街区に跨る。